# Montégut-en-Couserans
Montégut-en-Couserans è un comune francese di 76 abitanti situato nel dipartimento dell'Ariège nella regione dell'Occitania.

## Società

### Evoluzione demografica
Abitanti censiti